# Hronicul și cântecul vârstelor

Hronicul și cântecul vârstelor este o scriere autobiografică a filosofului și poetului român Lucian Blaga, elaborată în 1945–1946 și apărută în 1965.

## Ediții
- Lucian Blaga (1965), Hronicul și cîntecul vîrstelor, Editura Tineretului, ed. de George Ivașcu
- Lucian Blaga (1973), Hronicul și cîntecul vîrstelor, Editura Eminescu, ed. a II-a de George Ivașcu
- Lucian Blaga (1984), Hronicul și cîntecul vîrstelor, Editura Ion Creangă
- Lucian Blaga (1990), Hronicul și cîntecul vîrstelor, Editura Minerva
- Lucian Blaga (1993), Hronicul și cîntecul vîrstelor, Editura Hyperion
- Lucian Blaga (2012), Hronicul și cântecul vârstelor, Editura Humanitas, ed. de Dorli Blaga
- Lucian Blaga (2018), Hronicul și cântecul vârstelor, Editura Humanitas